# Общины шейкеров

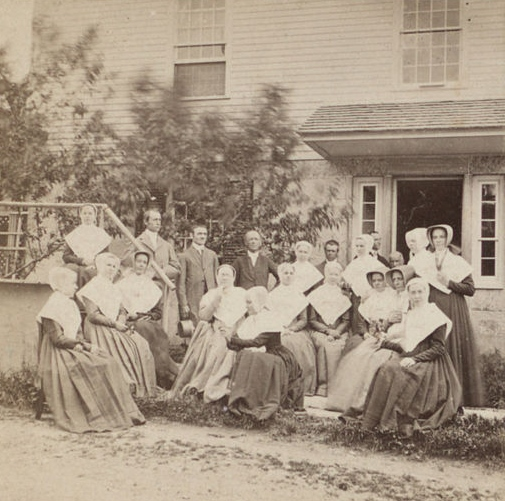
Группа шейкеров. Фотограф James E. Irving (1818-1901)

Общины (коммуны) шейкеров — поселения-коммуны, созданные в Северной Америке «Сообществом верующих во Второе Пришествие Иисуса Христа». Первая группа шейкеров прибыла из Англии в Америку в 1774 году, и на протяжении оставшейся части XVIII и всего XIX века они основали более двадцати таких поселений. Первые шейкерские деревни были появились на территории северной части штата Нью-Йорк и Новой Англии, более поздние — на Среднем Западе. Каждая община могла состоять из одной или многих духовных семей. Общины одной местности объединялись в епархию (англ. bishoprics).
К 1836 году было создано восемнадцать крупных и долговременных общин, в некоторых из которых было до шестидесяти семей. Также на протяжении XIX столетия было создано множество более мелких общин, многие из которых существовали недолго, а некоторые вообще не имели успеха — как поселение на Юго-востоке США и городская община в Филадельфии.
Общая численность населения шейкерских общин достигла максимума в начале 1850-х годов. Но потом из-за гражданской войны и последующей промышленной революции в США движение шейкеров пошло на спад, количество действующих шейкерских коммун стало сокращаться. В настоящее время существует только одна действующая община шейкеров — деревня Саббатдей Лейк (англ. Sabbathday Lake Shaker Village) в штате Мэн.
Шейкерские общины оказались одними из самых успешных коммун в истории и сыграли значимую роль в развитии американского общества, поэтому многие поселения шейкеров включены в Национальный реестр исторических мест США, а в сохранившихся зданиях работают музеи шейкеризма.

## Основные поселения-коммуны
— этим цветом фона выделены шейкерские поселения, включённые в Национальный реестр исторических мест США.
| Фото, наименование шейкерское духовное название                                        | Местоположение                          | Епарахия                       | Основана | Закрыта |
| -------------------------------------------------------------------------------------- | --------------------------------------- | ------------------------------ | -------- | ------- |
| Альфред Святая Земля (Holy Land)                                                       | Альфред, Мэн                            | Альфредская                    | 1793     | 1931    |
| Кентербери Святая Почва (Holy Ground)                                                  | Кентербери, Нью-Гэмпшир                 | Кентерберийская                | 1792     | 1992    |
| Новый Энфилд Избранный Дол (Chosen Vale)                                               | Энфилд, Нью-Гэмпшир                     | Кентерберийская                | 1793     | 1923    |
| Старый Энфилд Город Единения (City of Union)                                           | Энфилд, Коннектикут                     | Хэнкокская                     | 1792     | 1917    |
| Деревня шейкеров в Гореме Ветвь Единения (Union Branch)                                | Горем, Мэн                              | Альфредская                    | 1808     | 1819    |
| Гровленд Ветвь Единения (Union Branch)                                                 | Гровленд, штат Нью-Йорк                 | Гровлендская                   | 1836     | 1892    |
| Хэнкок Город Мира (City of Peace)                                                      | Хэнкок и Питтсфилд, Массачусетс         | Хэнкокская                     | 1790     | 1960    |
| Гарвард Прекрасный Виноградник (Lovely Vineyard)                                       | Гарвард, Массачусетс                    | Гарвардская                    | 1792     | 1918    |
| Маунт Лебанон Святая Гора (Holy Mount)                                                 | Нью-Лебанон, штат Нью-Йорк              | Нью-Лебанонская                | 1785     | 1917    |
| Деревня шейкеров в Наркусси (Narcoossee Shaker Village) Оливковая Ветвь (Olive Branch) | Наркусси, Флорида                       | Деревня Единения               | 1895     | 1924    |
| Деревня шейкеров в Нью-Канаане (New Canaan Shaker Village)                             | Нью-Канаан, Коннектикут                 | Нью-Лебанонская                | 1810     | 1812    |
| Норт Юнион Священная Роща (Holy Grove)                                                 | Шейкер Хейтс, Огайо                     | Норт Юнион                     | 1822     | 1899    |
| Шейкеры Филадельфии                                                                    | Филадельфия, Пенсильвания               | Ватерфлитская, Нью-Лебанонская | 1858     | 1910    |
| Саббатдей Лейк Избранная Земля (Chosen Land)                                           | Нью-Глостер, Мэн                        | Альфредская                    | 1794     | –       |
| Савой Savoy Shaker village                                                             | Савой, Массачусетс                      | Нью-Лебанонская                | 1817     | 1821    |
| Шейкерский городок Плезант Хилл                                                        | Плезант Хилл, регион Блюграсс, Кентукки | Плезант Хилл                   | 1806     | 1910    |
| Ширли Славный Сад (Pleasant Garden)                                                    | Ширли, Массачусетс                      | Гарвардская                    | 1793     | 1908    |
| Содус Бэй                                                                              | округ Уэйн, штат Нью-Йорк               | Нью-Лебанонская                | 1826     | 1836    |
| Саут Юнион Долина Джаспер (Jasper Valley)                                              | округ Оберн, Кентукки                   | Саут Юнион                     | 1807     | 1922    |
| Тэрингем Город Любви (City of Love)                                                    | Тэрингем, Массачусетс                   | Хэнкокская                     | 1792     | 1875    |
| Юнион Виллидж Рай Мудрости (Wisdom's Paradise)                                         | Тёртлкрик Тауншип, Уоррен, Огайо        | Юнион                          | 1805     | 1912    |
| Ватерфлит (Нью-Йорк) Долина Мудрости (Wisdom's Valley)                                 | округ Олбани, штат Нью-Йорк             | Нью-Лебанонская                | 1774     | 1926    |
| Ватерфлит (Огайо) Мирный Дол (Vale of Peace)                                           | Кеттеринг, Огайо                        | Юнион                          | 1806     | 1900    |
| Вест Юнион                                                                             | Бассерон Тауншип, Нокс, Индиана         | Юнион                          | 1807     | 1827    |
| Шейкерская колония в Уайт Оук                                                          | Вайт Оак, Джорджия                      | Юнион                          | 1898     | 1902    |
| Уайтуотер Пустынная равнина скорби (Lonely Plain of Tribulation)                       | Нью-Хэвен, округ Гамильтон, Огайо       | Уайтуотер                      | 1822     | 1916    |

## Кратковременные поселения и отдельные семьи
Кроме крупных организованных коммун-поселений, некоторые шейкеры жили в отдельных малочисленных духовных семьях. Некоторые шейкерские поселения просуществовали очень короткое время. В истории шейкеризма в числе таких известны:
- Множество общин в Новой Англии: в Чешире[англ.], Эшфилде[англ.], Ричмонде[англ.], Шелберн Фолсе[англ.], Тернер Фолсе[англ.], Нортоне[англ.], Петершаме[англ.], Графтоне[англ.], Аптоне[англ.] и Рихобот[англ.] (штат Массачусетс); в Виндхаме[англ.], Престоне[англ.], Стонингтоне[англ.] и Сэйбруке[англ.] (штат Коннектикут); в Гилфорде[англ.] и Питтсфорде[англ.] (штат Вермонт); а также в Туфтонборо[англ.], Нью-Гэмпшир. Все эти малочисленные общины шейкеров появились в 1780-х годах, но потом  со временем влились в более крупные[41][42][43][44].
- Два семьи в Канаане (англ. Canaan), штат Нью-Йорк. Созданы в 1813 году и были частью большей шейкерской деревни в Нью-Лебаноне[41].
- «Поланд Хилл» в посёлке Поланд[англ.] штата Мэн. Эта община была основана бывшими жителями шейкерской деревни в Гореме после того, как та деревня была закрыта, и служила в качестве Северной Семьи и Собирателей Порядка (англ. Gathering Order) для шейкерской общины «Саббатдей Лейк»
- Община в посёлке Дарби Плэйнс (англ. Darby Plains) округа Юнион штата Огайо существовала недолго: с 1822 по 1823 год. Потом её жители переселились в шейкерское поселение Уайтвотер[41].
- Миссии на реках Страйт Крик (англ. Straight Creek) и Игл Крик (Eagle Creek) в штате Огайо[41].
- Недолго просуществовавшее поселение шейкеров в Рэд Бэнкс, Кентукки[41].

## Пояснения
1. ↑  Полные члены «Сообщества верующих во Второе Пришествие Иисуса Христа» соблюдали целибат и не могли иметь детей, вести традиционную семейную жизнь. В шейкерской духовной семье могло быть до нескольких десятков человек, мужчины и женщины жили в разных половинах одного дома.
2. ↑  Год окончания проживания и деятельности шейкерской общины; в том же месте может продолжать работать музей или другая организация.
3. 1 2  С 1830 по 1859 годы Альфредская епархия находилась в подчинении у Кентерберийской[3].
4. ↑  С 1859 года Грувленд перешёл в Нью-Лебанонскую епархию[3].
5. ↑  Община Хэнкок была разделена на общины Хэнкок, Питтфилд и Ричмонд. В 1950 году Старшая Сестра Фрэнсис Холл (Francis Hall) переместила Духовенство из Нью-Лебанона в Питтсфилд.
6. ↑  Хотя последний шейкер покинул Наркусси в 1924 году, распродажа собственности продолжалась до 1933 года.
7. 1 2 3 4 5  С 1862 года, Норт Юнион подчинён Юниону. С 1889 года Юнион во главе всех общин в Кентукки и Огайо[3].
8. ↑  В отличие от других общин шейкеров, это была городская община.
9. ↑  Сама община Ватерфлит была частью Нью-Лебанонской епархии, а филадельфийские шейкеры подчинялись Ватерфлиту
10. ↑  По состоянию на август 2017 года, это действующая община шейкеров.
11. ↑  Некоторые участки земли оставались у шейкеров до 1880-х годов.
12. ↑  Это поселение шейкеров в реестр исторических мест не включено, но в нём установлен официальный памятный знак (англ. historical marker)[37].